# Xã Richland, Quận Monroe, Indiana
Xã Richland (tiếng Anh: Richland Township) là một xã thuộc quận Monroe, tiểu bang Indiana, Hoa Kỳ. Năm 2010, dân số của xã này là 14.343 người.